# Língua arromena

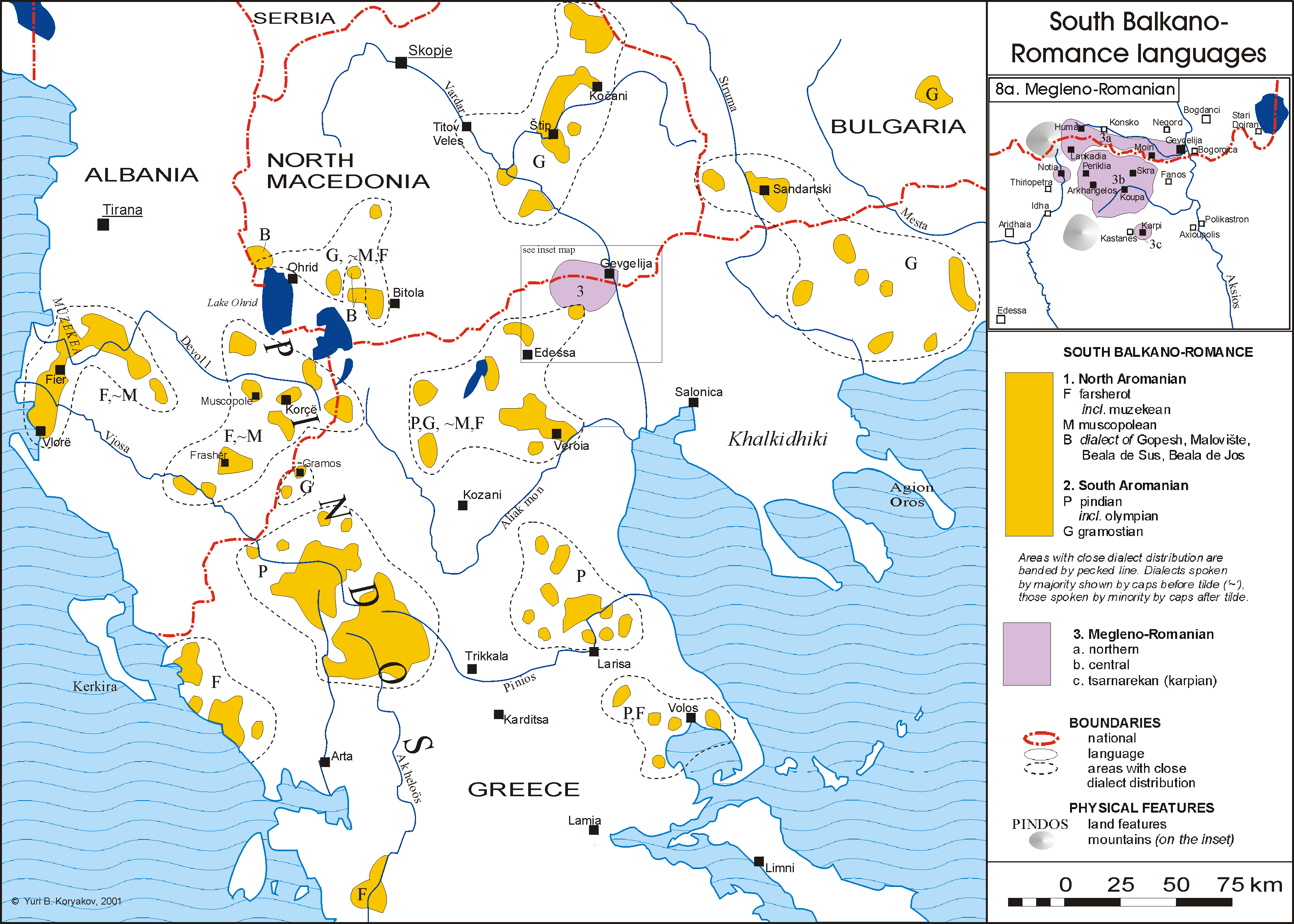
Dialetos arromanenos

O arromeno ou mácedo-romeno (limba armãneascã; rrãmãneshti) é uma língua latina (românica) do ramo oriental, falada na Península dos Balcãs, mais especificamente em grupos parcialmente isolados no sul da antiga Iugoslávia, no norte da Grécia, em aldeias na Albânia e no sul da Bulgária. É a língua viva mais próxima do romeno, embora tenha recebido maior influência do grego.

## História
O arromeno (limba armãneascã; rrãmãneshti), também conhecido como mácedo-romeno, vla(c)h ou vlax, é para alguns uma língua em separado, para outros um dos quatro dialectos da língua romena. Junto com o romeno, o istro-romeno e o romeno meglesita formaria o grupo oriental do ramo itálico de línguas indo-europeias. Os falantes da língua são também chamados arromenos.
O texto mais antigo é uma inscrição de 1731. Também do século XVIII, e em alfabeto grego, existem, entre outros uma liturgia, uma coleção de traduções de caráter religioso e alguns glossários bilíngues (aromúnico-grego) ou multilíngues. O principal poeta em arromeno é George Murnu (1868-1957).

## Dados
É falado em comunidades dispersas pela Grécia (Tessália e Epiro, Albânia (Musachic), Macedónia do Norte (Bitola), Bulgária, regiões da antiga Iugoslávia e por emigrantes assentados na América do Norte, América do Sul e Austrália.
O número de falantes é calculado entre 300 mil e 600 mil pessoas.[carece de fontes?]

## Escrita
Inicialmente o alfabeto grego foi usado para codificar o arromeno, mas posteriormente estabeleceu-se normativamente o alfabeto latino e, de facto, as manifestações escritas mais recentes (coleções folclóricas, alguns textos originais e traduções) utilizam o alfabeto latino.